# Кеннеди, Грейс
Грейс Кеннеди (англ. Grace Kennedy; 1782 — 28 февраля 1825) — шотландская писательница.

## Биография
Родилась в Пинморе графства Эршир на юго-западе Шотландии. В раннем возрасте вместе с семьёй переехала в Эдинбург.
Автор ряда романов на религиозные и морализаторские темы, которые были очень популярны в её время. Наиболее известным произведением Г. Кеннеди является антиклерикальный роман «Отец Климент» («Father Clement», 1823), который выдержал несколько десятков переизданий и был переведен на большинство европейских языков. Почти все произведения писательницы переведены на французский язык.